# Ucieczka od pieniądza
Ucieczka od pieniądza – zjawisko gwałtownego obniżenia popytu na pieniądz wskutek występowania wysokiej inflacji.
W sytuacji występowania w gospodarce wysokiej inflacji utrzymywanie pieniądza jest nieopłacalne. Spadek realnej wartości pieniądza skłania ludność i przedsiębiorstwa do alternatywnych sposobów gromadzenia majątku, aby minimalizować straty. 
W przypadku, gdy stopy procentowe są wyższe niż inflacja, głównym efektem ucieczki od pieniądza może być zwiększone zainteresowanie lokatami bankowymi. W skrajnych przypadkach ucieczka od pieniądza może skutkować przerzuceniem się na wymianę w walutach obcych lub zwiększeniem znaczenia wymiany barterowej. 